# Alexander Leist
Alexander Leist (* 1987 in Karlsruhe) ist ein deutscher Freestyle-Frisbee-Spieler, der für den SSC Karlsruhe antritt.

## Werdegang
Alexander Leist gewann 2014 bei der Europameisterschaft seinen ersten internationalen Titel in der Disziplin Coop. Zusätzlich zu den Weltmeistertiteln war er Juni und Juli 2017 Weltranglistenerster.